# Cam Túc
Cam Túc (giản thể: 甘肃; phồn thể: 甘肅; bính âm: Gānsù; Wade–Giles: Kan-su, Kansu, hoặc Kan-suh, ngheⓘ) là một tỉnh ở phía tây bắc của Cộng hòa Nhân dân Trung Hoa. Năm 2018, Cam Túc là tỉnh đông thứ hai mươi hai về số dân, đứng thứ hai mươi bảy về kinh tế Trung Quốc với 26,372 triệu dân, tương đương với Bờ Biển Ngà và GDP danh nghĩa đạt 824,6 tỉ NDT (124,6 tỉ USD) tương ứng với Ukraina. Cam Túc có chỉ số GDP đầu người đứng thứ ba mươi mốt trong khu vực Trung Quốc đại lục, xếp hạng ba mươi ba (hạng cuối) trong danh sách các đơn vị hành chính Trung Quốc, đạt 31.336 NDT (tương ứng 4.735 USD).
Cam Túc nằm giữa tỉnh Thanh Hải, Nội Mông và Cao nguyên Hoàng Thổ, giáp với tỉnh Govi-Altai của Mông Cổ về phía bắc. Hoàng Hà chảy qua phía nam tỉnh này. Dân số Cam Túc là 26.372.600 người (2018), đa số là người Hán, ngoài ra còn có các dân tộc thiểu số khác sinh sống như người Hồi và người Tạng. Tỉnh lỵ là Lan Châu nằm ở phía đông nam của tỉnh.
Cam Túc có tên gọi tắt là Cam hay Lũng (陇/隴), cũng còn gọi theo tên cũ là Lũng Tây hay Lũng Hữu vì có núi Lũng ở phía đông Cam Túc.

## Lịch sử
Cam Túc là từ hợp thành được sử dụng lần đầu tiên vào thời Nhà Tống, bao gồm hai châu (州) của thời nhà Tùy và Nhà Đường là: Cam Châu (khu vực xung quanh Trương Dịch) và Túc Châu (khu vực xung quanh Tửu Tuyền).
Trong thời tiền sử, Cam Túc là khu vực của một số nền văn hóa thuộc thời kỳ đồ đá mới. Nền văn hóa Đại Địa Loan (大地灣文化), với hàng loạt các cổ vật có giá trị đáng kể đã được khai quật, đã thịnh vượng ở khu vực phía đông Cam Túc vào khoảng từ năm 6000 TCN tới khoảng năm 3000 TCN . Nền văn hóa Mã Gia Diêu (馬家窯文化) và một phần của nền văn hóa Tề Gia (齊家文化) cũng có gốc rễ từ Cam Túc tương ứng là vào khoảng 3100 TCN tới 2700 TCN và 2400 TCN tới 1900 TCN.
Nước Tần (秦), sau này trở thành nhà nước sáng lập của đế quốc Trung Hoa, đã bắt đầu từ khu vực đông nam của Cam Túc, đặc biệt là khu vực Thiên Thủy (天水). Họ Tần được cho là có nguồn gốc từ khu vực này . Các lăng mộ thời Tần và các cổ vật đã được khai quật tại Phóng Mã Than (放馬灘) tháng 6 năm 1986 gần Thiên Thủy, bao gồm một bản đồ khoảng 2.200 năm tuổi về huyện Khuê Phụ (圭阝) thời Tần Thủy Hoàng năm thứ 8 (khoảng năm 239 TCN) .
Trong thời kỳ phong kiến, Cam Túc là một tiền đồn chiến lược quan trọng và là mắt xích thông tin liên lạc cho đế quốc Trung Hoa, do hành lang Hà Tây (河西走廊) chạy dọc theo "cổ" của tỉnh này. Nhà Hán đã mở rộng Vạn Lý Trường Thành dọc theo hành lang này, cũng như xây dựng các thị trấn-pháo đài chiến lược Ngọc Môn Quan (gần Đôn Hoàng) và Dương Quan dọc theo nó. Các dấu tích của tường thành và các thị trấn này cho đến nay vẫn có thể còn được tìm thấy. Nhà Minh cũng đã xây dựng tiền đồn Gia Dục Quan (嘉峪关) tại Cam Túc. Về phía tây Ngọc Môn Quan và dãy núi Kỳ Liên, ở phía tây bắc tỉnh này, người Nguyệt Chi, Ô Tôn và các bộ lạc du cư khác đã từng cư trú tại đó (Sử ký, 123), đôi khi được nhắc đến trong địa chính trị khu vực của đế quốc. Nằm dọc theo con đường tơ lụa, Cam Túc đã từng là một tỉnh quan trọng về mặt kinh tế, cũng như là con đường truyền tải văn minh đông-tây. Các chùa, chiền và hang động Phật giáo , chẳng hạn tại hang Mạc Cao (hang ngàn Phật) và hang Mạch Tích Sơn chứa các bích họa có giá trị nghệ thuật và lịch sử. Dạng nguyên thủy của giấy được viết bằng chữ Hán có niên đại vào khoảng năm 8 TCN đã được phát hiện tại khu vực của một pháo đài nhà Tây Hán gần Ngọc Môn Quan vào tháng 8 năm 2006 .
Các trận động đất, khô hạn và đói kém xảy ra thường xuyên có xu hướng làm chậm sự phát triển kinh tế của tỉnh cho tới gần đây, khi người ta dựa trên sự giàu có các nguồn khoáng sản của tỉnh để bắt đầu phát triển để trở thành một trung tâm công nghiệp quan trọng. Trận động đất tại Cam Túc mạnh 8,6 độ Richter đã làm khoảng 180.000 người chết vào năm 1920, và một trận động đất khác với cường độ 7,6 đã giết chết khoảng 70.000 người vào năm 1932.

## Địa lý
Tỉnh Cam Túc có diện tích 425.800 km², và phần lớn đất đai của tỉnh này nằm ở độ cao trên 1 km so với mực nước biển. Nó nằm giữa cao nguyên Tây Tạng, Nội Mông Cổ, cao nguyên Hoàng Thổ và có biên giới với Mông Cổ ở phía tây bắc. Sông Hoàng Hà chảy qua phần phía nam của tỉnh. Tỉnh này cũng chứa điểm trung tâm địa lý của Trung Quốc, được đánh dấu bằng đài kỷ niệm tại vĩ độ 35,33° bắc và kinh độ 103,23°đông. 
Một phần của sa mạc Gobi cũng nằm tại Cam Túc.
Sông Hoàng Hà có nguồn nước chủ yếu tại tỉnh Cam Túc và chảy qua Lan Châu.
Về địa hình thì Cam Túc bằng phẳng ở phía bắc và nhấp nhô ở phía nam. Các rặng núi phía nam là một phần của dãy núi Kỳ Liên. Với độ cao 5.547 m, Kỳ Liên Sơn là đỉnh cao nhất tại Cam Túc. Nó nằm tại tọa độ 39° vĩ bắc và 99° kinh đông.
Các tỉnh/khu tự trị cận kề có: Nội Mông Cổ, Tân Cương, Thanh Hải, Tứ Xuyên, Thiểm Tây và Ninh Hạ.

## Các đơn vị hành chính
Xem chi tiết tại Danh sách các đơn vị hành chính Cam Túc

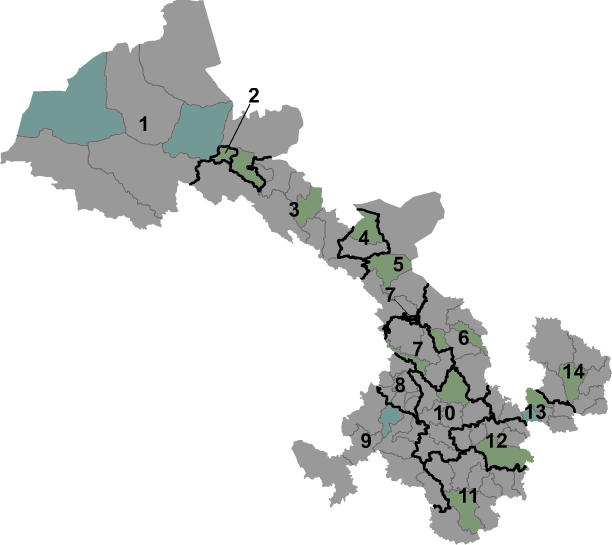
Bản đồ hành chính tỉnh Cam Túc

Có 14 đơn vị hành chính trực thuộc tỉnh Cam Túc, trong đó có 12 thành phố thuộc tỉnh (địa cấp thị) và 2 châu tự trị:
| STT             | Tên                      | Thủ phủ    | Chữ Hán Bính âm                        | Dân số (2010) | Diện tích (km²) | Mật độ (người/km²) |
| --------------- | ------------------------ | ---------- | -------------------------------------- | ------------- | --------------- | ------------------ |
| — Địa cấp thị — |                          |            |                                        |               |                 |                    |
| 1               | Tửu Tuyền                | Túc Châu   | 酒泉市 Jiǔquán Shì                     | 1.095.947     | 191.342         | 5,7                |
| 2               | Gia Dục Quan             | /          | 嘉峪关市 Jiāyùguān Shì                 | 231.853       | 2.935           | 79                 |
| 3               | Trương Dịch              | Cam Châu   | 张掖市 Zhāngyè Shì                     | 1.199.515     | 41.924          | 28,6               |
| 4               | Kim Xương                | Kim Xuyên  | 金昌市 Jīnchāng Shì                    | 464.050       | 7.569           | 61,3               |
| 5               | Vũ Uy                    | Lương Châu | 武威市 Wǔwēi Shì                       | 1.815.054     | 33.238          | 54,6               |
| 6               | Bạch Ngân                | Bạch Ngân  | 白银市 Báiyín Shì                      | 1.708.751     | 21.159          | 80,8               |
| 7               | Lan Châu                 | Thành Quan | 兰州市 Lánzhōu Shì                     | 3.616.163     | 13.100          | 276                |
| 10              | Định Tây                 | An Định    | 定西市 Dìngxī Shì                      | 2.698.622     | 20.330          | 132,7              |
| 11              | Lũng Nam                 | Vũ Đô      | 陇南市 Lǒngnán Shì                     | 2.567.718     | 27.857          | 92,2               |
| 12              | Thiên Thủy               | Tần Châu   | 天水市 Tiānshuǐ Shì                    | 3.262.548     | 14.359          | 227,2              |
| 13              | Bình Lương               | Không Đồng | 平凉市 Píngliàng Shì                   | 2.068.033     | 11.197          | 184,7              |
| 14              | Khánh Dương              | Tây Phong  | 庆阳市 Qìngyáng Shì                    | 2.211.191     | 27.220          | 81,2               |
| — Châu tự trị — |                          |            |                                        |               |                 |                    |
| 8               | Lâm Hạ (của người Hồi)   | Lâm Hạ     | 临夏回族自治州 Línxià Huízú Zìzhìzhōu  | 1.946.677     | 8.117           | 239,8              |
| 9               | Cam Nam (của người Tạng) | Hợp Tác    | 甘南藏族自治州 Gānnán Zāngzú Zìzhìzhōu | 689.132       | 38.312          | 18                 |

Các đơn vị trên đây được chia tiếp thành 17 quận (trừ Gia Dục Quan không chia quận huyện), 5 thành phố cấp huyện, 57 huyện và 7 huyện tự trị.

## Kinh tế

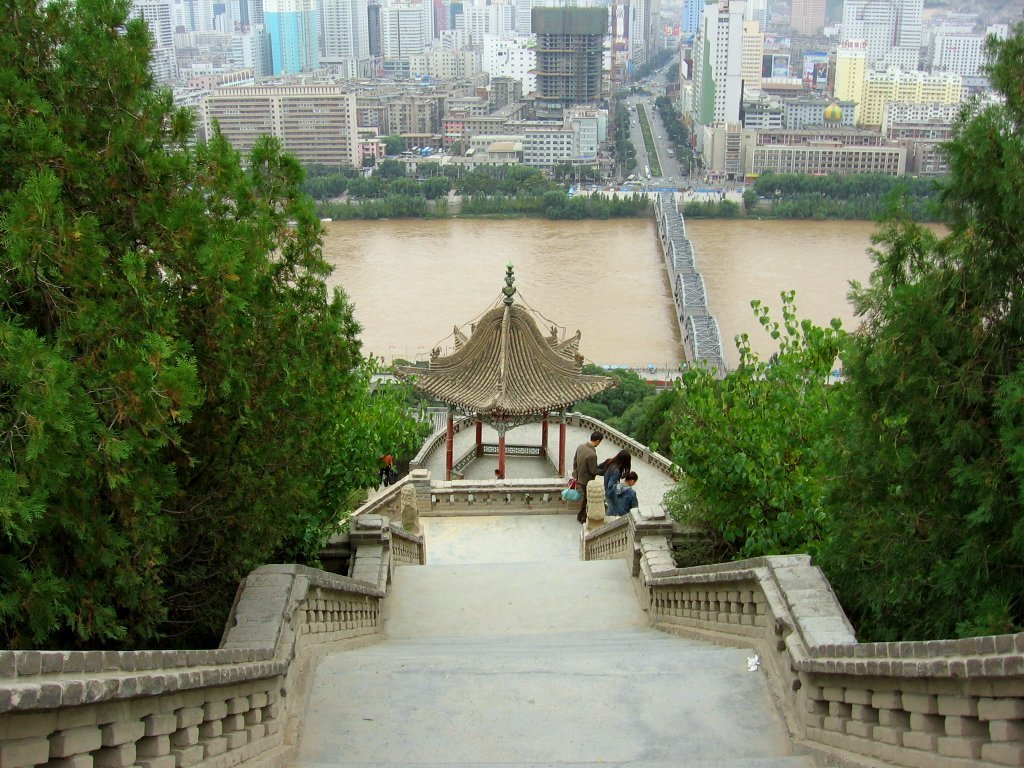
Sông Hoàng Hà nhìn từ khu vườn của chùa Bạch.

Sản xuất nông nghiệp có trồng bông, lanh dầu, ngô, dưa (dưa Bạch Lan nổi tiếng ở Trung Quốc), kê và lúa mì. Cam Túc cũng là nguồn cung cấp cây thuốc cho y học cổ truyền Trung Hoa.
Tuy nhiên, phần lớn kinh tế của tỉnh dựa trên khai thác mỏ và tuyển quặng, đặc biệt là các kim loại đất hiếm. Tỉnh này có một trữ lượng đáng kể antimon, chromi, than đá, cobalt, đồng, fluorit, thạch cao, iridi, sắt, chì, đá vôi, thủy ngân, mirabilit, nickel, dầu mỏ, platin, troilit, wolfram và kẽm. Các giếng dầu tại Ngọc Môn và Trường Khánh có giá trị đáng kể.
Công nghiệp ngoài khai khoáng còn có phát điện, hóa dầu, máy móc khai thác dầu và vật liệu xây dựng.
Theo một số nguồn thì tỉnh này còn là trung tâm công nghiệp hạt nhân của Trung Quốc.
GDP danh định của tỉnh năm 2004 là khoảng 155,9 tỷ nhân dân tệ (19,34 tỷ USD) và trên đầu người là 5.010 nhân dân tệ (605 USD).

## Dân cư
Tôn giáo tại Cam Túc (2012)
Tỉnh Cam Túc có dân số đến hết năm 2018 là 26.372.600 người, trong đó có 12.577.100 người sống ở thành thị, chiếm tỉ lệ 47,69%. Cam Túc có 92% dân số là người Hán. Ngoài ra còn có các dân tộc khác như Hồi, Tạng, Thổ, Mãn, Duy Ngô Nhĩ, Dụ Cố, Bảo An, Mông Cổ, Tát Lạp và Kazakh.

## Ngôn ngữ
Phần lớn cư dân tại Cam Túc sử dụng phương ngữ tiếng Trung quan thoại phương bắc. Ở khu vực biên giới của Cam Túc người ta còn sử dụng các thứ tiếng khác như Amdo Tạng, Mông Cổ và Kazakh. Phần lớn các dân tộc thiểu số cũng nói tiếng Trung, ngoại trừ bộ lạc người Thổ nói tiếng Mông Cổ rất ít khi sử dụng ngôn ngữ thứ hai.

## Văn hóa
Ẩm thực tại Cam Túc dựa trên các loại sản phẩm chính được nuôi trồng tại đây: lúa mì, lúa mạch, kê, đậu và khoai lang. Trong phạm vi Trung Quốc, Cam Túc được biết đến vì các món mì và các nhà hàng Hồi giáo với đặc trưng của ẩm thực Cam Túc là phổ biến tại phần lớn các thành phố lớn của Trung Quốc.

## Du lịch
Các điểm du lịch quan trọng bao gồm:

### Gia Dục Quan
Gia Dục Quan tại thành phố cùng tên là cửa ải lớn nhất và còn nguyên vẹn nhất của Vạn Lý Trường Thành. Gia Dục Quan được xây dựng vào đầu thời kỳ Nhà Minh, khoảng năm 1372. Nó được xây dựng gần một ốc đảo khi đó là điểm cực tây của Trung Quốc. Gia Dục Quan là cửa ải đầu tiên ở phía tây của Vạn Lý Trường Thành vì thế tên gọi của nó có nghĩa là "Cửa ải đầu tiên và lớn nhất dưới bầu trời". Một viên gạch thừa nằm trên gờ của một cổng. Một truyền thuyết nói rằng viên quan chịu trách nhiệm đã yêu cầu người thiết kế tính toán số gạch cần dùng. Người thiết kế đã đưa ra một con số và khi xây dựng xong thì chỉ còn thừa đúng một viên gạch. Nó đã được đặt trên đỉnh của cửa ải như là biểu tượng để kỷ niệm. Một diễn giải khác cho rằng công trình xây dựng được giao cho một viên tướng quân đội và một nhà kiến trúc. Nhà kiến trúc đã đưa cho viên tướng bản dự toán số gạch mà ông ta cần. Khi viên tướng quản lý nhận thấy viên kiến trúc sư kia đã không đề nghị thêm một viên gạch dư thừa nào cả, ông ta đã yêu cầu nhà kiến trúc sửa lại bản dự toán để tính tới các tình huống không dự liệu trước được. Nhà kiến trúc, nhìn nhận việc này như là sự xỉ nhục đối với khả năng lập kế hoạch của ông ta, đã bổ sung thêm đúng 1 viên gạch vào yêu cầu. Khi cửa ải xây dựng xong thì viên gạch dư thừa trên thực tế vẫn còn và người ta đã để nó trên gờ cổng.

### Hang Mạc Cao
Hang Mạc Cao gần Đôn Hoàng là một bộ sưu tập đáng ngạc nhiên về nghệ thuật và tôn giáo của Phật giáo. Nó được công nhận là di sản thế giới kể từ năm 1987. Ban đầu ở đây có 1.000 hang động, nhưng hiện nay chỉ còn 735 hang động là còn giữ được, chia thành hai khu bắc (248 hang với 5 còn bích họa hay tượng) và nam (487 hang, đều có bích họa hay tượng). Mỗi chùa, miếu trong các hang đều có một bức tượng Phật hay Bồ Tát lớn và được tô vẽ thêm các cảnh tôn giáo. Năm 336, một nhà sư tên là Lạc Tôn (樂尊) đã nhìn thấy kim quang chiếu xuống như thể có hàng vạn Phật. Lạc Tôn đã bắt đầu cho khai tạc hang động đầu tiên để ghi nhớ sự kiện đó. Trong thời kỳ Ngũ đại Thập quốc đã không còn chỗ trên vách núi và không thể xây dựng thêm được hang động nào. 

### Con đường tơ lụa và Đôn Hoàng
Con đường tơ lụa lịch sử bắt đầu từ Trường An và kéo dài tới Constantinopolis. Trên con đường này, các thương nhân có thể đi tới Đôn Hoàng tại Cam Túc. Tại Đôn Hoàng họ có thể đổi lấy lạc đà còn khỏe mạnh, thực phẩm và người bảo vệ cho cuộc hành trình đầy nguy hiểm qua sa mạc Taklamakan. Trước khi rời Đôn Hoàng họ có thể cầu nguyện tại hang Mạc Cao để xin một chuyến đi an toàn, nếu họ có thể trở lại đây thì họ sẽ lại tạ ơn trời đất tại hang này. Dọc theo sa mạc, họ cần phải lập thành những đoàn người đi trên lạc đà nhằm tự bảo vệ trước các nhóm cướp. Điểm dừng tiếp theo là Khách Thập (Kashi, Kashgar). Tại Khách Thập, phần lớn hàng hóa có thể trao đổi và người ta có thể quay trở lại, còn những người ở lại có thể ăn hoa quả và đổi lạc đà hai bướu của mình lấy những con lạc đà một bướu. Sau Khách Thập, họ có thể đi tiếp cho đến khi tới điểm tới tiếp theo.

### Chùa Bỉnh Linh
Chùa Bỉnh Linh hay động Bỉnh Linh, là một quần thể hang động Phật giáo trong hẻm núi dọc theo sông Hoàng Hà. Bắt đầu xây dựng năm 420 trong thời nhà Tây Tấn, khu vực này bao gồm hàng chục hang động với các mẫu chạm khắc, điêu khắc và bích họa. Bức tượng Phật Di Lặc lớn cao trên 27 m và là tương tự như bức tượng Phật đã từng tồn tại trên vách đá tại Bamiyan, Afghanistan. Khu vực này chỉ có thể tiếp cận được bằng cách đi thuyền từ Vĩnh Tĩnh (永靖) vào mùa hè hay mùa thu.

### Chùa Lạp Bặc Lăng
Đại tự viện Lạp Bặc Lăng nằm tại huyện Hạ Hà, châu tự trị dân tộc Tạng Cam Nam, ở phía nam Cam Túc và một phần của tỉnh cũ của Tây Tạng là An Đa (Amdo). Nó là một trong sáu đại tự viện chính của truyền thống Cách-lỗ phái trong Phật giáo Tây Tạng tại Tây Tạng và là quan trọng nhất tại Amdo. Được xây dựng năm 1710, nó có 6 đại học viện và chứa trên 60.000 kinh văn cũng như các tác phẩm văn chương khác cùng các tạo tác văn hóa khác.

## Khác
Trung tâm phóng vệ tinh Tửu Tuyền nằm tại sa mạc Gobi phần thuộc tỉnh Cam Túc.

## Giáo dục

### Cao đẳng và đại học
- Đại học Lan Châu (Lan Châu)
- Đại học Nông nghiệp Cam Túc

## Các nguồn lực tự nhiên

### Đất đai
- 166.400 km² đồng cỏ
- 46.700 km² sườn núi thích hợp cho chăn thả gia súc
- 46.200 km² rừng (trữ lượng gỗ còn lại khoảng 0,2 km³)
- 35.300 km² đất trồng trọt (1.400 m² trên đầu người)
- 66.600 km² đất hoang thích hợp cho trồng rừng
- 10.000 km² đất hoang thích hợp cho việc lập trang trại
- 454.000 km² tổng cộng

### Khoáng sản
3.000 khu vực trầm tích của 145 loại khoáng chất khác nhau. 94 khoáng chất dã được tìm thấy và xác định chắc chắn, bao gồm nickel, cobalt, platin, selen, đất sét, serpentin và 5 khoáng chất khác với trữ lượng lớn nhất tại Trung Quốc. Cam Túc có ưu thế trong việc khai thác nickel, kẽm, cobalt, platin, iridi, đồng, barit và baudisserit.

### Năng lượng
Trong số các nguồn năng lượng quan trọng nhất của Cam Túc là nguồn nước: sông Hoàng Hà và các lưu vực sông nội địa khác. Cam Túc đứng thứ 9 trong số các tỉnh Trung Quốc về tiềm năng thủy điện hàng năm cũng như về lưu lượng nước. Cam Túc sản xuất 17,24 gigawatt thủy điện trong một năm. 29 nhà máy thủy điện đã được xây dựng tại tỉnh này. Mỗi nhà máy có thể tạo ra 30 gigawatt. Về trữ lượng than, Cam Túc có khoảng 8,92 tỷ tấn. Tỉnh này cũng có khoảng 700 triệu tấn dầu mỏ. Ngoài rá, Cam Túc cũng có tiềm năng tốt trong việc phát triển phong điện và điện mặt trời. 

### Thực-động vật
Cam Túc có 659 loài động vật hoang dã. Một số loài đáng chú ý là gấu trúc lớn, khỉ mũi hếch, linh dương, báo tuyết, hươu, nai, hươu xạ và lạc đà hai bướu. Tại đây cũng có 24 loài động vật hiếm khác đang nằm dưới sự bảo vệ của nhà nước. Cam Túc cũng có 441 loài chim.
Tỉnh Cam Túc đứng thứ hai Trung Quốc về các loại cây thuốc, bao gồm đảng sâm (Codonopsis pilosula), bối mẫu (Fritillaria spp.) và đông trùng hạ thảo (Cordyceps sinensis).